# Kubok Rossii 2012-2013
La Coppa di Russia 2012-2013 (in russo Кубок России?, Kubok Rossii) è la 21ª edizione del principale torneo a eliminazione diretta del calcio russo. Il torneo è iniziato l'11 luglio 2012 ed è terminato il 1º giugno 2013. Il Rubin Kazan' è la squadra detentrice del trofeo. Il CSKA Mosca ha vinto il trofeo per la settima volta nella storia.

## Formula del torneo
| Turno                | Numero di incontri | Squadre  | Entrano a questo turno                                     |
| -------------------- | ------------------ | -------- | ---------------------------------------------------------- |
| Primo turno          | 18                 | 108 → 90 | 35 squadre di Vtoroj divizion 1 squadra di Tretij divizion |
| Secondo turno        | 28                 | 90 → 62  | 38 squadre di Vtoroj divizion                              |
| Terzo turno          | 14                 | 62 → 48  | –                                                          |
| Quarto turno         | 16                 | 48 → 32  | 18 squadre di PFN Ligi                                     |
| Sedicesimi di finale | 16                 | 32 → 16  | 16 squadre di Prem'er-Liga                                 |
| Ottavi di finale     | 8                  | 16 → 8   | –                                                          |
| Quarti di finale     | 4                  | 8 → 4    | –                                                          |
| Semifinali           | 2                  | 4 → 2    | –                                                          |
| Finale               | 1                  | 2 → 1    | –                                                          |

## Primo turno

### Zona Ovest
| Squadra 1             | Risultato | Squadra 2          |
| --------------------- | --------- | ------------------ |
| 16 luglio 2012        |           |                    |
| Piter San Pietroburgo | 2 – 1     | Rus' S.Pietroburgo |
| 17 luglio 2012        |           |                    |
| Vologda               | 0 – 1     | Dolgoprudnyj       |

### Zona Centro
| Squadra 1       | Risultato         | Squadra 2      |
| --------------- | ----------------- | -------------- |
| 11 luglio 2012  |                   |                |
| Spartak Tambov  | 0 – 3             | Sokol Saratov  |
| Metallurg Vyksa | 1 – 1 (4 – 2 dtr) | Zvezda Rjazan' |
| Kaluga          | 4 – 1             | Podol'e        |
| Arsenal Tula    | 0 – 1             | Gubkin         |

### Zona Sud
| Squadra 1            | Risultato         | Squadra 2             |
| -------------------- | ----------------- | --------------------- |
| 11 luglio 2012       |                   |                       |
| Volgar'-2 Astrachan' | 2 – 4             | Astrachan'            |
| Olimpija Volgograd   | 2 – 1             | Energija Volžskij     |
| MITOS Novočerkassk   | 1 – 2             | Taganrog              |
| Angušt Nazran'       | 2 – 2 (4 – 5 dtr) | Kavkaztransgaz-2005   |
| Mašuk-KMV Pjatigorsk | 2 – 2 (3 – 4 dtr) | Alanija-d Vladikavkaz |

### Zona Urali-Volga
| Squadra 1           | Risultato | Squadra 2      |
| ------------------- | --------- | -------------- |
| 15 luglio 2012      |           |                |
| Dinamo Kirov        | 0 – 3     | Zenit Iževsk   |
| Spartak Joškar-Ola  | 0 – 1     | Rubin-2        |
| Akademija Togliatti | 1 – 3     | Lada-Togliatti |

### Zona Est
| Squadra 1        | Risultato   | Squadra 2                |
| ---------------- | ----------- | ------------------------ |
| 11 luglio 2012   |             |                          |
| Dinamo Barnaul   | 4 – 0       | Sibir'-2                 |
| Sibirjak Bratsk  | 4 – 0       | Restavracija Krasnojarsk |
| Bajkal Irkutsk   | 2 – 0       | Čita                     |
| Jakutija Jakutsk | 0 – 2 (dts) | Amur-2010                |

## Secondo turno

### Zona Ovest
| Squadra 1             | Risultato         | Squadra 2             |
| --------------------- | ----------------- | --------------------- |
| 30 luglio 2012        |                   |                       |
| Pskov-747             | 5 – 0             | Piter San Pietroburgo |
| Karelija Petrozavodsk | 0 – 0 (1 – 4 dtr) | Sever Murmansk        |
| Spartak Kostroma      | 0 – 2             | Tekstilščik Ivanovo   |
| Chimik Dzeržinsk      | 2 – 1             | Volga Tver'           |
| Znamja Truda          | 0 – 2             | Lokomotiv-2 Mosca     |
| Dolgoprudnyj          | 2 – 1             | Dnepr Smolensk        |

### Zona Centro
| Squadra 1        | Risultato   | Squadra 2        |
| ---------------- | ----------- | ---------------- |
| 5 agosto 2012    |             |                  |
| Sokol Saratov    | 4 – 1       | Zenit Penza      |
| Lokomotiv Liski  | 0 – 2       | Fakel Voronež    |
| Vitjaz' Podol'sk | 1 – 0       | Metallurg Vyksa  |
| Orël             | 0 – 1 (dts) | Kaluga           |
| Gubkin           | 1 – 0       | Metallurg-Oskol  |
| Avangard Kursk   | 4 – 3       | Metallurg Lipeck |

### Zona Sud
| Squadra 1               | Risultato         | Squadra 2          |
| ----------------------- | ----------------- | ------------------ |
| 5 agosto 2012           |                   |                    |
| Astrachan'              | 2 – 1             | Olimpija Volgograd |
| Taganrog                | 4 – 3             | SKA Rostov         |
| Torpedo Armavir         | 2 – 2 (4 – 3 dtr) | Biolog-Novokubansk |
| Černomorec Novorossijsk | 2 – 0             | Slavjanskij        |
| Kavkaztransgaz-2005     | 4 – 0             | Dagdizel' Kaspijsk |
| Alanija-d Vladikavkaz   | 4 – 0             | Družba Majkop      |

### Zona Urali-Volga
| Squadra 1        | Risultato         | Squadra 2        |
| ---------------- | ----------------- | ---------------- |
| 29 luglio 2012   |                   |                  |
| Gornjak Učaly    | 3 – 0             | Oktan Perm'      |
| Tjumen'          | 1 – 0             | Čeljabinsk       |
| Gazovik Orenburg | 1 – 0             | Nosta Novotroick |
| Zenit Iževsk     | 3 – 3 (5 – 3 dtr) | KAMAZ            |
| Rubin-2          | 0 – 1             | Volga Ul'janovsk |
| Lada-Togliatti   | 1 – 1 (4 – 5 dtr) | Syzran'-2003     |

### Zona Est
| Squadra 1      | Risultato         | Squadra 2       |
| -------------- | ----------------- | --------------- |
| 1º agosto 2012 |                   |                 |
| Irtyš Omsk     | 1 – 2             | Dinamo Barnaul  |
| Bajkal Irkutsk | 1 – 2             | Sibirjak Bratsk |
| Amur-2010      | 2 – 0             | Smena K.N.A.    |
| Sachalin       | 0 – 0 (4 – 3 dtr) | Luč-Ėnergija    |

## Terzo turno

### Zona Ovest
| Squadra 1           | Risultato | Squadra 2        |
| ------------------- | --------- | ---------------- |
| 10 agosto 2012      |           |                  |
| Lokomotiv-2 Mosca   | 2 – 0     | Dolgoprudnyj     |
| Sever Murmansk      | 0 – 1     | Pskov-747        |
| Tekstilščik Ivanovo | 0 – 3     | Chimik Dzeržinsk |

### Zona Centro
| Squadra 1      | Risultato         | Squadra 2        |
| -------------- | ----------------- | ---------------- |
| 18 agosto 2012 |                   |                  |
| Fakel Voronež  | 0 – 1             | Sokol Saratov    |
| Kaluga         | 5 – 1             | Vitjaz' Podol'sk |
| Gubkin         | 2 – 2 (6 – 5 dtr) | Avangard Kursk   |

### Zona Sud
| Squadra 1               | Risultato   | Squadra 2             |
| ----------------------- | ----------- | --------------------- |
| 18 agosto 2012          |             |                       |
| Taganrog                | 1 – 3 (dts) | Astrachan'            |
| Černomorec Novorossijsk | 0 – 1       | Torpedo Armavir       |
| Kavkaztransgaz-2005     | 1 – 2       | Alanija-d Vladikavkaz |

### Zona Urali-Volga
| Squadra 1        | Risultato   | Squadra 2        |
| ---------------- | ----------- | ---------------- |
| 10 agosto 2012   |             |                  |
| Gornjak Učaly    | 2 – 3       | Tjumen'          |
| Zenit Iževsk     | 1 – 2       | Gazovik Orenburg |
| Volga Ul'janovsk | 2 – 1 (dts) | Syzran'-2003     |

### Zona Est
| Squadra 1      | Risultato | Squadra 2       |
| -------------- | --------- | --------------- |
| 12 agosto 2012 |           |                 |
| Amur-2010      | 2 – 0     | Sachalin        |
| 13 agosto 2012 |           |                 |
| Dinamo Barnaul | 3 – 4     | Sibirjak Bratsk |

## Quarto turno
| Squadra 1             | Risultato         | Squadra 2          |
| --------------------- | ----------------- | ------------------ |
| 1º settembre 2012     |                   |                    |
| Amur-2010             | 0 – 1             | SKA-Ėnergija       |
| Sibir'                | 1 – 1 (3 – 4 dtr) | Tom' Tomsk         |
| Kaluga                | 0 – 1             | Torpedo Mosca      |
| Tjumen'               | 1 – 0             | Metallurg-Kuzbass  |
| Astrachan'            | 3 – 2             | Rotor              |
| Sokol Saratov         | 1 – 2             | Chimki             |
| Torpedo Armavir       | 2 – 1             | Volgar' Astrachan' |
| Gubkin                | 1 – 1 (2 – 3 dtr) | Saljut Belgorod    |
| 2 settembre 2012      |                   |                    |
| Chimik Dzeržinsk      | per ritiro        | Torpedo Vladimir   |
| Sibirjak Bratsk       | 0 – 1             | Enisej             |
| Alanija-d Vladikavkaz | 1 – 2             | Spartak-Nal'čik    |
| Gazovik Orenburg      | 3 – 0             | Neftechimik        |
| Lokomotiv-2 Mosca     | 2 – 0             | Petrotrest         |
| Pskov-747             | 1 – 2             | Baltika            |
| Ufa                   | 0 – 1             | Ural               |
| Volga Ul'janovsk      | 2 – 1             | Šinnik             |

## Sedicesimi di finale
| Squadra 1         | Risultato         | Squadra 2              |
| ----------------- | ----------------- | ---------------------- |
| 25 settembre 2012 |                   |                        |
| SKA-Ėnergija      | 2 – 1 (dts)       | Amkar Perm'            |
| Spartak-Nal'čik   | 1 – 3             | Terek Groznyj          |
| Baltika           | 1 – 2             | Zenit San Pietroburgo  |
| 26 settembre 2012 |                   |                        |
| Enisej            | 2 – 1             | Rubin                  |
| Torpedo Armavir   | 0 – 3             | Lokomotiv Mosca        |
| Astrachan'        | 1 – 3             | Rostov                 |
| Lokomotiv-2 Mosca | 0 – 1             | Mordovija              |
| Tom' Tomsk        | 0 – 1             | CSKA Mosca             |
| Volga Ul'janovsk  | 0 – 1             | Kuban'                 |
| Chimik Dzeržinsk  | 1 – 2             | Krasnodar              |
| Chimki            | 2 – 0             | Volga Nižnij Novgorod  |
| Torpedo Mosca     | 0 – 3             | Dinamo Mosca           |
| Saljut Belgorod   | 1 – 2             | Spartak Mosca          |
| 27 settembre 2012 |                   |                        |
| Tjumen'           | 2 – 1             | Alanija Vladikavkaz    |
| Gazovik Orenburg  | 2 – 4 (dts)       | Kryl'ja Sovetov Samara |
| Ural              | 0 – 0 (2 – 4 dtr) | Anži                   |

## Ottavi di finale
| Squadra 1       | Risultato         | Squadra 2              |
| --------------- | ----------------- | ---------------------- |
| 30 ottobre 2012 |                   |                        |
| Enisej          | 1 – 0             | SKA-Ėnergija           |
| Mordovija       | 0 – 2             | Zenit San Pietroburgo  |
| Kuban'          | 1 – 0             | Krasnodar              |
| Rostov          | 0 – 0 (3 – 2 dtr) | Spartak Mosca          |
| 31 ottobre 2012 |                   |                        |
| Anži            | 2 – 1             | Kryl'ja Sovetov Samara |
| Terek Groznyj   | 3 – 1 (dts)       | Lokomotiv Mosca        |
| Dinamo Mosca    | 2 – 1             | Chimki                 |
| CSKA Mosca      | 3 – 0             | Tjumen'                |

## Quarti di finale
| Squadra 1             | Risultato         | Squadra 2     |
| --------------------- | ----------------- | ------------- |
| 17 aprile 2013        |                   |               |
| CSKA Mosca            | 3 – 0             | Enisej        |
| Anži                  | 1 – 0 (dts)       | Dinamo Mosca  |
| Zenit San Pietroburgo | 0 – 0 (4 – 3 dtr) | Kuban'        |
| 18 aprile 2013        |                   |               |
| Rostov                | 0 – 0 (4 – 3 dtr) | Terek Groznyj |

## Semifinali
| Squadra 1             | Risultato   | Squadra 2  |
| --------------------- | ----------- | ---------- |
| 7 maggio 2013         |             |            |
| Rostov                | 0 – 2 (dts) | CSKA Mosca |
| 8 maggio 2013         |             |            |
| Zenit San Pietroburgo | 0 – 1       | Anži       |

## Finale
| Arbitro: | Aleksandr Egorov |

|                                                |                      |                                         |
| Musa 9’                                        | Marcatori            | 74’ Diarra                              |
| Mamayev V. Berezutski Musa Vágner Love Doumbia | Tiri di rigore 4 – 3 | Boussoufa Zhirkov Willian Jucilei Eto'o |